# Рештеруд
Рештеруд (перс. رشترود) — село в Ірані, у дегестані Північний Ростамабад, в Центральному бахші, шагрестані Рудбар остану Ґілян. За даними перепису 2006 року, його населення становило 470 осіб, що проживали у складі 132 сімей.

## Клімат
Середня річна температура становить 13,95°C, середня максимальна – 27,66°C, а середня мінімальна – 0,29°C. Середня річна кількість опадів – 644 мм.
| Клімат поселення                              | Клімат поселення | Клімат поселення | Клімат поселення | Клімат поселення | Клімат поселення | Клімат поселення | Клімат поселення | Клімат поселення | Клімат поселення | Клімат поселення | Клімат поселення | Клімат поселення | Клімат поселення |
| Показник                                      | Січ.             | Лют.             | Бер.             | Квіт.            | Трав.            | Черв.            | Лип.             | Серп.            | Вер.             | Жовт.            | Лист.            | Груд.            |                  |
| Середній максимум, °C                         | 12,41            | 11,64            | 12,14            | 17,06            | 20,70            | 26,18            | 27,66            | 27,49            | 22,94            | 20,05            | 16,52            | 12,05            |                  |
| Середня температура, °C                       | 6,72             | 5,96             | 6,46             | 11,38            | 15,01            | 20,49            | 23,43            | 23,27            | 18,72            | 15,83            | 12,30            | 7,82             |                  |
| Середній мінімум, °C                          | 1,04             | 0,29             | 0,78             | 5,71             | 9,34             | 14,81            | 19,22            | 19,04            | 14,48            | 11,60            | 8,07             | 3,60             |                  |
| Норма опадів, мм                              | 58               | 50               | 73               | 62               | 36               | 19               | 18               | 26               | 52               | 79               | 79               | 92               |                  |
| Середньомісячна швидкість вітру, м/с          | 2.18             | 2.58             | 2.47             | 2.52             | 2.23             | 2.28             | 2.42             | 2.28             | 1.93             | 2.00             | 2.00             | 2.14             |                  |
| Середньомісячна сонячна радіація, кДж/м²·день | 7263             | 9564             | 11608            | 15987            | 19880            | 22428            | 23222            | 19817            | 16229            | 11457            | 8955             | 7000             |                  |
| --------------------------------------------- | ---------------- | ---------------- | ---------------- | ---------------- | ---------------- | ---------------- | ---------------- | ---------------- | ---------------- | ---------------- | ---------------- | ---------------- | ---------------- |
| Джерело:                                      |                  |                  |                  |                  |                  |                  |                  |                  |                  |                  |                  |                  |                  |